# Zafer Şakar
Zafer Şakar (* 25. September 1985 in Akçadağ) ist ein ehemaliger türkischer Fußballspieler.

## Spielerkarriere

### Verein
Şakar begann mit dem Vereinsfußball 1996 beim Istanbuler Amateurverein Güngörenspor. 1999 wechselte er in die Nachwuchsabteilung von Galatasaray Istanbul. Im Frühjahr wurde er an den Viertligisten Beylerbeyi SK abgegeben, dem damaligen Zweitverein von Galatasaray. Bereits im Sommer 2004 kehrte er zu Galatasaray zurück. In den Spielzeiten 2004/05 und 2005/06 befand sich Şakar im Profikader und absolvierte bis zum Frühjahr 2006 vier Ligaspiele für Galatasaray. Anschließend wurde er an diverse Zweit- und Drittligisten ausgeliehen.
2009 wechselte er zu Boluspor und zog eine Saison später Diyarbakırspor. Bereits nach einer halben Saison wechselte er innerhalb der Liga zu Gaziantep Büyükşehir Belediyespor. In der Saison 2011/12 spielte er für Istanbul Güngörenspor und Körfez FK. Nachdem er in der Saison 2012/13 für den Viertligisten Batman Petrolspor aktiv gewesen war, blieb Şakar im Sommer 2013 vereinslos und beendete daraufhin seine Karriere.

### Nationalmannschaft
Şakar begann seine Nationalmannschaftskarriere in der türkischen U-16-Nationalmannschaft und spielte anschließend für die U-19- und U-20-Nationalmannschaft.
Mit der U-19-Auswahl der Türkei nahm Şakar an der U-19-Europameisterschaft 2004 teil und beendete mit dieser Auswahl das Turnier hinter Spanien als Vize-U-19-Europameister.

## Erfolge
Mit Galatasaray Istanbul
- Türkischer Pokal: 2004/05 (Ohne Einsatz)

Mit der türkischen U-19-Nationalmannschaft
- Vize-U-19-Europameister: 2004